# 王泳
王泳（1921年—？），原名王子堯，河南洛阳新安县人。20世纪40年代毕业于河南大学（宝鸡），后任臺灣大學委员会秘书长。1949年8月至1951年4月間出任台东師範專科學校第三任校长。